# Wnętrze z chimerą grającą na lutni
Wnętrze z chimerą grającą na lutni (znany także pod tytułem Wnętrze z chimerą grającą na gitarze) – obraz Jacka Malczewskiego wykonany w technice olejnej w 1908 roku. Obraz znajduje się w zbiorach Muzeum Narodowego w Krakowie.

## Historia
Wnętrze z chimerą grającą na lutni powstało w marcu 1908 roku, czego dowodzi sygnatura z datą w lewym dolnym rogu. Do obrazu pozowała artyście Maria Balowa – jego wieloletnia partnerka i modelka obrazów.

## Opis
Na obrazie w głębi pomieszczenia siedzi na krześle postać o ciele pół-człowieka i pół-zwierzęcia. Jest to chimera o nagim torsie młodej kobiety i dużych, włochatych łapach kota. Odwrócona istota trzyma na kolanach instrument, który badacze identyfikują jako lutnię. Palce układa na strunach instrumentu.
Pomieszczenie, w którym znajduje się istota jest opustoszałe i jasno oświetlone. Parapet okna po prawej stronie zdobią rośliny doniczkowe. Tuż przy ścianie, w prawym dolnym rogu, znajduje się stół przykryty białym obrusem, z paletą malarską i liściem wawrzynu.

## Interpretacja
Chimery Jacka Malczewskiego wyróżniają się delikatną i kobiecą urodą. Najczęściej przybierały one wygląd Marii Balowej, która dla artysty była muzą  –  artystyczną inspiracją i ideałem kobiecego piękna. W mitologii greckiej chimery przedstawiano jako groźne i drapieżne stworzenia o głowie lwa, tułowiu kozy i ogonie węża.
Artysta przedstawia chimerę odwróconą, skupioną na grze na lutni. Zauważa się jednak, że istota w nieprawidłowy sposób układa palce do gry, prawdopodobnie wydobywając tylko pojedyncze dźwięki. Chimera najczęściej pojawia się na obrazach artysty w roli uwodzicielki i triumfatorki, tutaj jest skryta i zamyślona. Scenę tę z symbolicznym przedstawieniem palety malarskiej interpretuje się jako triumf artysty i jego sztuki nad pokusami i przeciwnościami.

## Wystawy
Wnętrze z chimerą pojawiało się na wystawach monograficznych poświęconych życiu i twórczości artysty oraz wystawach przekrojowych na temat sztuki Młodej Polski i  malarskich motywów muzycznych. Oto wybrane z nich:
- Jacek Malczewski (1854 - 1929). W 150. rocznicę urodzin i 75. rocznicę śmierci, 19.09.2004 – 06.03.2005, Muzeum im. Jacka Malczewskiego w Radomiu; II edycja – 11.03 – 03.07.2005, Zamek Książąt Pomorskich w Szczecinie,
- Obraz i dźwięk. Muzyka w sztuce europejskiej od XV do XIX wieku, 27.03 – 22.05.2007, Muzeum Narodowe w Gdańsku,
- Usłyszeć obraz. Muzyka w sztuce europejskiej od XV do XIX wieku, 21.09.2007 – 31.01.2008, Muzeum Miedzi w Legnicy,
- Jacek Malczewski. Malarstwo, 09.09 – 31.10.2010, Muzeum w Sosnowcu,
- Młoda polska, 30.04 – 12.09.2021, Muzeum w Gliwicach,
- Jacek Malczewski romantyczny, 17.02 – 31.07.2022, Muzeum Narodowe w Krakowie[1].

## Linki źródłowe
- Wnętrze z chimerą grającą na lutni na stronie Zbiory MNK.